# 이차 범주
범주론에서 이차 범주(二次範疇, 영어: bicategory)는 범주의 개념과 모노이드 범주의 개념의 공통적인 일반화이다.

## 정의
이차 범주는 다음과 같은 데이터로 주어진다.
- 모임 {\displaystyle \operatorname {Ob} ({\mathcal {C}})}. 그 원소를 0차 세포(零次細胞, 영어: 0-cell)라고 한다.
- 임의의 두 0차 세포 {\displaystyle X,Y\in \operatorname {Ob} ({\mathcal {C}})}에 대하여, 범주 {\displaystyle {\mathcal {C}}(X,Y)}.
  - 이 범주의 대상 {\displaystyle f\in \operatorname {Ob} ({\mathcal {C}}(X,Y))}은 {\displaystyle f\colon X\to Y}인 1차 세포(一次細胞, 영어: 1-cell)라고 한다.
  - 이 범주의 사상 {\displaystyle \alpha \colon f\Rightarrow g}은 (두 1차 세포 사이의) 2차 세포(二次細胞, 영어: 2-cell)라고 한다.
  - {\displaystyle {\mathcal {C}}(X,Y)}의 사상의 합성을 2차 세포의 수직 합성(垂直合成, 영어: vertical composition)이라고 한다.
  - {\displaystyle {\mathcal {C}}(X,Y)}의 항등 사상을 1차 세포의 항등 2차 세포(恒等二次細胞, 영어: identity 2-cell)라고 한다.
- 임의의 세 0차 세포 {\displaystyle X,Y,Z\in \operatorname {Ob} ({\mathcal {C}})}에 대하여, 함자 {\displaystyle (\otimes _{X,Y,Z})\colon {\mathcal {C}}(Y,Z)\times {\mathcal {C}}(X,Y)\to {\mathcal {C}}(X,Z)}. 이를 수평 합성 함자(水平合成函子, 영어: horizontal composition functor)라고 한다. 수평 합성 함자의, 대상에 대한 상을 1차 세포의 합성이라고 하며, 사상에 대한 상을 2차 세포의 수평 합성(水平合成, 영어: horizontal composition of 2-cells)이라고 한다.
- 임의의 0차 세포 {\displaystyle X\in \operatorname {Ob} ({\mathcal {C}})}에 대하여, 1차 세포 {\displaystyle \operatorname {id} _{X}\in {\mathcal {C}}(X,X)}. 이를 항등 1차 세포(恒等一次細胞, 영어: identity 1-cell)라고 한다.
- 임의의 두 0차 세포 {\displaystyle X,Y\in \operatorname {Ob} ({\mathcal {C}})}에 대하여, 자연 동형 {\displaystyle \lambda _{{\mathcal {C}}(X,Y)}\colon \operatorname {Id} _{{\mathcal {C}}(X,Y)}\Rightarrow \operatorname {Id} _{{\mathcal {C}}(X,Y)}\circ \operatorname {Const} _{\operatorname {id} _{X}}} 및 {\displaystyle \rho _{{\mathcal {C}}(X,Y)}\colon \operatorname {Id} _{{\mathcal {C}}(X,Y)}\Rightarrow \operatorname {Const} _{\operatorname {id} _{Y}}\circ \operatorname {Id} _{{\mathcal {C}}(X,Y)}}. {\displaystyle \rho }를 오른쪽 항등자(-恒等子, 영어: right unitor)라고 하며, {\displaystyle \lambda }를 왼쪽 항등자(-恒等子, 영어: left unitor)라고 한다.
  - 즉, 그 성분은 각 {\displaystyle f\in \operatorname {Ob} ({\mathcal {C}}(X,Y))}에 대하여 {\displaystyle \rho _{f}\in \hom _{{\mathcal {C}}(X,Y)}(f\otimes \operatorname {Id} _{X},f)} 및 {\displaystyle \lambda _{f}\in \hom _{{\mathcal {C}}(X,Y)}(\operatorname {Id} _{Y}\otimes f,f)}이다.
- 임의의 네 0차 세포 {\displaystyle X,Y,Z,W\in \operatorname {Ob} ({\mathcal {C}})}에 대하여, 자연 동형 {\displaystyle \alpha \colon (\otimes _{X,Z,W})\circ (\otimes _{X,Y,Z})\times \operatorname {Id} _{{\mathcal {C}}(Z,W)}\Rightarrow (\otimes _{X,Y,W})\circ (\operatorname {Id} _{{\mathcal {C}}(X,Y)}\times {\mathcal {C}}_{Y,Z,W})}. 이를 결합자(結合子, 영어: associator)라고 한다.
  - 즉, 그 성분은 각 {\displaystyle f\in {\mathcal {C}}(X,Y)} 및 {\displaystyle g\in {\mathcal {C}}(Y,Z)} 및 {\displaystyle h\in {\mathcal {C}}(Z,W)}에 대하여 {\displaystyle {\mathcal {C}}(X,W)}의 사상 {\displaystyle \alpha _{f,g,h}\colon \alpha _{(f\otimes g)\otimes h}\to \alpha _{f\otimes (g\otimes h)}}이다.

이는 다음 조건을 만족시켜야 한다.
- (오각형 항등식 五角形恒等式 영어: pentagon identity) 네 1차 세포 {\displaystyle X{\xrightarrow {f}}Y{\xrightarrow {g}}Z{\xrightarrow {h}}W{\xrightarrow {k}}V}에 대하여, 다음과 같은 꼴의 그림이 가환 그림이어야 한다. 여기서 각 사상들은 모두 결합자의 성분들이다.

{\displaystyle {\begin{matrix}((f\otimes g)\otimes h)\otimes k&\to &(f\otimes g)\otimes (h\otimes k)&\to &f\otimes (g\otimes (h\otimes k))\\\downarrow &&&&\uparrow \\(f\otimes (g\otimes h))\otimes k&&\to &&f\otimes ((g\otimes h)\otimes k)\end{matrix}}}
- (삼각형 항등식 三角形恒等式 영어: triangle identity) 두 1차 세포 {\displaystyle X{\xrightarrow {f}}Y{\xrightarrow {g}}Z}에 대하여, 다음과 같은 꼴의 그림이 가환 그림이어야 한다.

{\displaystyle {\begin{matrix}(f\otimes \operatorname {Id} _{Y})\otimes g&{\overset {\alpha }{\to }}&f\otimes (\operatorname {Id} _{Y}\otimes g)\\{\color {White}---}{\scriptstyle \rho }\searrow &&\swarrow {\scriptstyle \lambda }{\color {White}---}\\&f\otimes g\end{matrix}}}

## 예
0차 세포가 하나 밖에 없는 이차 범주의 개념은 모노이드 범주의 개념과 일치한다.
이차 범주 {\displaystyle {\mathcal {C}}}에서, 모든 범주 {\displaystyle {\mathcal {C}}(X,Y)}가 이산 범주(즉, 사상이 항등 사상 밖에 없는 범주)인 조건을 추가하면, 이는 범주의 개념과 일치한다. 보다 일반적으로, 결합자와 항등자가 자명한 (항등 사상으로 구성된) 이차 범주의 개념은 범주의 모노이드 범주 위의 풍성한 범주의 개념과 같다. (이러한 구조를 엄밀한 2-범주(영어: strict 2-category)라고 한다.)